# NGC 81
NGC 81 — спиральная галактика типа S0/a? по классификации Хаббла. Располагается в созвездии Андромеды на расстоянии около 270 млн св. лет от Солнца. Диаметр галактики составляет около 25 тыс. св. лет, что позволяет классифицировать NGC 81 как карликовую галактику.
NGC 81 была открыта в 1873 г. английским астрономом Ральфом Коуплендом.
Галактика NGC 81 входит в состав группы галактик NGC 80. Помимо NGC 81 в группу также входят ещё 12 галактик.